# Antonia Soulez
Antonia Soulez (née en 1943 à Paris ) est une philosophe, musicienne, poétesse et professeure émérite de philosophie à l'université de Paris 8 St-Denis.

## Biographie
Antonia Soulez commence à enseigner la philosophie à Lille avant de s'installer à Amiens. Elle enseigne ensuite  à l'Université de Tunis, Créteil, et Nancy avant de finalement s'installer à l'université de Paris 8 St-Denis. Elle co-dirige le Collège international de philosophie entre 2001 et 2004.
Elle est également musicienne et poétesse.

## Travaux
Après une thèse sur Platon, elle s'oriente vers la philosophie du langage et de la logique. Elle est notamment spécialiste du Cercle de Vienne et de Wittgenstein.

## Ouvrages
- Détrôner l'Être, Wittgenstein antiphilosophe ? (en réponse à Badiou), Paris, Lambert-Lucas, 2016.
- Au fil du motif, autour de Wittgenstein et la musique, Sampzon, Delatour France, 2012.
- Wittgenstein et le Tournant grammatical, Paris, Presses universitaires de France, collection Philosophies, 2004.  (ISBN 2-13-053985-8)
- Le projet d'une grammaire philosophique chez Platon : du Cratyle au Sophiste, Paris, Presses universitaires de France, 1991.